# 季米里亞澤夫站
季米里亞澤夫站（羅馬化：Timiryazevskaya）是莫斯科地鐵的一個車站，站名來自於季米里亞澤夫農業科學院。季米里亞澤夫站的深度達63.5米，是莫斯科地鐵第二深的車站。車站開通於1991年3月7日。

## 外部連結
- metro.ru（页面存档备份，存于）
- KartaMetro.info – Station location and exits on Moscow map (English/Russian)